# Pedro Lemebel
Pedro Segundo Mardones Lemebel (ur. 21 listopada 1952 w Santiago de Chile, zm. 23 stycznia 2015) – chilijski eseista, kronikarz, prozaik, dziennikarz radiowy, artysta i działacz społeczny.

## Życiorys
Urodził się 21 listopada 1952 r. w Santiago de Chile jako syn piekarza Pedro Mardonesa i gospodyni domowej Violety Lemebel. Pochodził z najbiedniejszej części miasta, wraz z rodziną mieszkał w mieszkaniach socjalnych i w pobliskiej szkole zawodowej uczył się meblarstwa i obróbki metalu, ale ostatecznie udało mu się uzyskać wyższe wykształcenie. Gdy miał 18 lat, w kraju miał miejsce prawicowy zamach stanu, który określił jego poglądy i postawy. Po studiach został nauczycielem sztuk plastycznych, ale szybko został zwolniony z powodu antyrządowych poglądów, homoseksualnej orientacji i licznych tatuaży.
Pisać zaczął mając ponad 30 lat, głównie dzięki warsztatom Stowarzyszenia Pisarzy Chilijskich, w których postanowił wziąć udział z powodu „ciasteczek, kawy i ładnych chłopców”. Jego prace zaczęły być szybko doceniane z powodu humoru, języka i poświęcania uwagi najbardziej wykluczonym. Jego powieści były wymierzone w tradycjonalistyczne wartości chilijskiego społeczeństwa, ukazując jego słabości i dyskryminowane mniejszości. Spora część jego twórczości opiera się o wątki autobiograficzne, m.in. debiutancki zbiór opowiadań z 1986 r. pt. Incontables.
Był przeciwnikiem dyktatury Augusto Pinocheta, w 1987 r. wraz z poetą Francisco Casasem współtworzył kolektyw Klacze Apokalipsy i wraz ze współpracownikami sabotował uroczystości państwowe oraz wydarzenia artystyczne. Jednym z najbardziej znanych jego występów jest taniec boso wraz z innymi członkami kolektywu po mapie Ameryki Południowej pokrytej odłamkami szkła, w efekcie czego stopy artystów zaczęły krwawić, co miało być hołdem dla matek osób zamordowanych przez wojskowe dyktatury w różnych krajach kontynentu. Lemebel prowadził też audycje w niezależnym Radio Terra, w których poruszał tematy maczyzmu i homofobii. Jego najbardziej znanym dziełem jest powieść Drżę o ciebie matadorze, gejowska historia miłosna ubogiego mężczyzny i działacza antyreżimowej opozycji. W Polsce powieść została wydana w 2020 nakładem Wydawnictwa Claroscuro w tłumaczeniu Tomasza Pindla.
Po rozpoczęciu kariery artystycznej zaczął posługiwać się nazwiskiem Lemebel, które było nazwiskiem jego matki.
Został wyróżniony nagrodą im. José Donoso (2013 r.), a także był nominowany do nagrody Altazor de Ensayo y Escrituras de Memoria oraz Narodowej Nagrody Literackiej.
Zmarł 23 stycznia 2015 r. z powodu raka krtani. W ostatnich miesiącach życia, mimo że prawie utracił głos, wciąż pozostał aktywny i przemawiał publicznie.